# Tour de France 2017/2. Etappe
Die 2. Etappe der Tour de France 2017 fand am 2. Juli 2017 statt. Sie führte über 203,5 Kilometer von Düsseldorf nach Lüttich. Es gab einen Zwischensprint in Mönchengladbach nach 82,5 Kilometern sowie zwei Bergwertungen der 4. Kategorie.
Sieger des Massensprints wurde der Deutsche Marcel Kittel, der vom Sprintzug seines Quick-Step Floors-Team schlecht platziert wurde, jedoch auf der ansteigende Zielgerade sich nach und nach im Sog von Konkurrenten nach vorne arbeiten konnte. Das Gelbe Trikot verteidigte der Brite Geraint Thomas.

## Bergwertungen

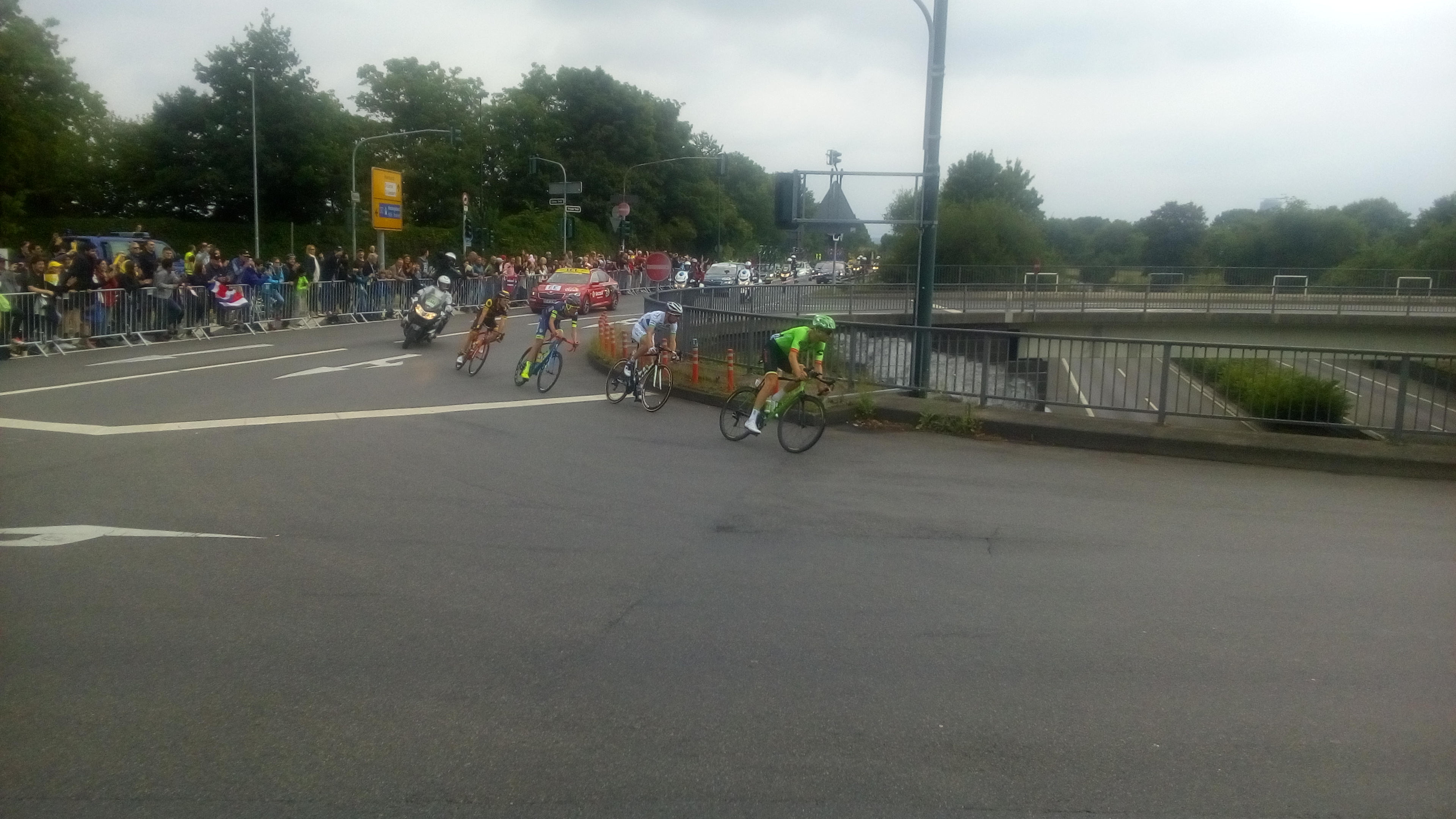

## Aufgaben
- Luke Durbridge (ORS): Aufgabe während der Etappe